# Frank Herbert
Frank Patrick Herbert ml. [frênk pètrik hêrbert], ameriški pisec znanstvene fantastike, * 8. oktober 1920, Tacoma, Washington, ZDA, † 11. februar 1986, Madison, Wisconsin, ZDA. 
Herbertovo najbolj znano delo je roman Peščeni planet (Dune), katerega dogajanje je postavljeno v daljno prihodnost. Skupaj s petimi nadaljevanji tvori sago o preživetju človeštva, evoluciji, ekologiji in prepletenosti religije, politike ter težnje po moči. Uvrščajo ga med klasike v žanru znanstvene fantastike.

## Življenje
Rodil se je 8. oktobra 1920 v mestu Tacoma v zvezni državi Washington očetu Franku Herbertu in materi Eileen McCarthy Herbert. Odraščal je v času velike gospodarske krize, vendar družina ni trpela pomanjkanja, saj so zmogli pridelati dovolj hrane zase. Povezanost z naravo in družino je močno vplivala na njegovo kasnejše ustvarjanje. Že zelo zgodaj je vedel, da hoče postati pisatelj. Srednjo šolo je končal leta 1938, leto kasneje pa je lagal o svoji pravi starosti, da bi dobil službo pri časopisu Glendale Star.
Med drugo svetovno vojno je pol leta služil kot fotograf v enoti Seabees Vojne mornarice ZDA, preden so ga odpustili zaradi zdravstvenih razlogov.
Leta 1941 se je prvič poročil, s takratno ženo Floro Parkinson je imel hčerko Penny (rojeno 16. februarja 1942), a se je od nje leta 1945 ločil. Po vojni je obiskoval Univerzo Washingtona v Seattlu, kjer je na tečaju kreativnega pisanja spoznal svojo drugo ženo, Beverly Ann Stuart. Poročila sta se v Seattlu leta 1946. Njun prvi sin, Brian Patrick Herbert, se je rodil leto kasneje, leta 1951 pa še drugi, Bruce Calvin Herbert. Fakultete ni nikoli končal. Njegov sin Brian je povedal, da se je učil samo za predmete, ki so ga zanimali, in tako ni opravil vseh obveznosti. Po študiju se je vrnil k novinarstvu in pisal za časopisa Seattle Star ter Oregon Statesman. Deset let je bil tudi pisec in urednik revije California Living.
Za znanstveno fantastiko se je pričel zanimati v štiridesetih letih prejšnjega stoletja. Leta 1951 je napisal in prodal svojo prvo znanstvenofantastično zgodbo, Looking for Something, reviji Startling Stories. V tej in podobnih revijah je v naslednjih desetih letih izdal skoraj dvajset kratkih zgodb. Njegov prvi roman je bil The Dragon in the Sea (Zmaj v morju) leta 1955, v katerem je uporabil okolje futuristične podmornice za raziskovanje človekove psihe, blaznosti in zdrave pameti. Literarni kritiki so roman pohvalili, vendar ni doživel večjega prodajnega uspeha.
Za svoje najbolj znano delo Peščeni planet (Dune) je začel raziskovati in zbirati gradivo leta 1959. Za prihodke je tisti čas skrbela njegova žena, ki je delala kot avtorica oglasov za trgovine, zato se je lahko popolnoma posvetil pisanju. Kasneje je v intervjuju povedal, da je bil roman v začetku mišljen kot članek o peščenih sipinah pri mestu Florence v zvezni državi Oregon. Sipine so pritegnile njegovo pozornost in na koncu je imel mnogo več gradiva, kot bi ga potreboval za en sam članek. Tega ni nikoli napisal, postal je le seme za ideje, ki so na koncu vodile k romanu Dune.
Raziskovanje snovi za Dune in njegovo pisanje je trajalo šest let. Ker je bil dosti daljši od ostalih znanstvenofantastičnih zgodb v tistem času, so ga pri reviji Analog objavili v dveh delih, Dune World (Svet peščenega planeta) in Prophet of Dune (Prerok s peščenega planeta), v letih 1963 in 1965. Roman so nato zavrnili pri več kot dvajsetih založbah, preden so ga sprejeli pri majhni založniški hiši Chilton iz Filadelfije in mu izplačali skromnih 7.500 USD predujma. Eden od urednikov, ki so roman zavrnili, je utemeljitev zavrnitve preroško začel z »Mogoče pravkar delam napako desetletja, ampak...« In res, Dune je kmalu doživel uspeh pri literarnih kritikih. Prejel je nagrado nebula za najboljši roman leta 1965 in si delil nagrado hugo leta 1966. Dune je bil prvi ekološki znanstvenofantastični roman, vseboval je množico obsežnih, med seboj povezanih tem, ki so bile predstavljene s stališča več različnih likov. Tak kompleksen stil je značilnost vseh Herbertovih kasnejših del.
Knjiga ni postala prodajna uspešnica čez noč. V treh letih je z njo zaslužil 20.000 USD, kar je sicer več od večine podobnih romanov tistega časa, pa vendar ne dovolj, da bi se lahko preživljal izključno kot pisatelj. Kljub temu je z njo dosegel prepoznavnost in prodor v nekatere sfere družbenega življenja. Med letoma 1969 in 1972 je pisal članke s področja izobraževanja za časopis Seattle Post-Intelligencer, med letoma 1970 in 1972 pa tudi predaval splošne in interdisciplinarne študije na Univerzi v Washingtonu. Leta 1972 je delal kot svetovalec za socialne zadeve in ekologijo v Vietnamu in Pakistanu. Leto kasneje je napisal, režiral in produciral televizijsko oddajo The Tillers.
Leta 1972 je Herbert prenehal pisati za časopise in se začel preživljati samo še kot pisatelj. Kot avtor je v sedemdesetih in osemdesetih letih doživljal velik komercialni uspeh. Živel je v svojih hišah na Havajih in Olimpijskem polotoku v zvezni državi Washington. Slednjo si je zamislil kot »projekt ekološkega prikaza«. V tem času je napisal mnogo knjig in razvijal svoje ekološke ter filozofske ideje. Sago Dune je nadaljeval z romani Mesija s Peščenega planeta (Dune Messiah), Otroka Peščenega planeta (Children of Dune) in Božanski imperator Peščenega planeta (God Emperor of Dune). Drugi njegovi pomembnejši romani iz tistih let so The Dosadi Experiment (Poskus Dosadi), The Godmakers (»Tvorci bogov«), The White Plague (»Bela kuga«) in tri knjige, ki jih je napisal v sodelovanju z Billom Ransomom: The Jesus Incident (»Incident Jezus«), The Lazarus Effect ter The Ascension Factor (»Dejavnik vnebovzetja«) kot nadaljevanja knjige Destination: Void (»Cilj: Praznina«).
Ta uspeh je zasenčila Herbertova osebnostna stiska. Leta 1974 je bila njegova žena Beverly operirana zaradi raka, kar ji je močno poslabšalo zdravje. Umrla je leta 1984 po 38 letih zakona, istega leta, kot je izšel roman Heretics of Dune (Krivoverci s peščenega planeta). V predgovoru romana Chapterhouse Dune (Kapitelj peščenega planeta), ki je izšel leto kasneje, ji je napisal ganljivo posvetilo. Tudi sicer je bilo leto 1984 za Franka razburljivo. Njegova kariera je dosegla nov vrhunec s filmsko priredbo Dunea, ki jo je režiral David Lynch. Kljub velikim pričakovanjem, velikopotezni produkciji in vrhunski igralski zasedbi je bil film deležen negativnih ocen v Združenih državah, vendar je po drugi strani doživel tako priznanje kritikov kot tudi prodajni uspeh v Evropi in na Japonskem. Po smrti žene Beverly se je Frank Herbert leta 1985 poročil s Thereso Shackleford. Roman Chapterhouse Dune je bilo njegovo zadnje zaključeno delo kljub temu, da je bil konec romana odprt in je nakazoval sedmi del sage. Umrl je 11. februarja 1986 v Madisonu v zvezni državi Wisconsin pri starosti 65 let za posledicami obsežne pljučne embolije med okrevanjem po operaciji raka na trebušni slinavki.

## Ideje in teme
Frank Herbert je uporabljal znanstveno fantastiko za raziskovanje kompleksnih idej o filozofiji, religiji, psihologiji, politiki in ekologiji. Osnovna tema njegovih del je  vprašanje preživetja in evolucije človeške rase. S svojim stilom je pritegnil množice oboževalcev, ki so tako predani njegovemu delu, da so ga ljudje spraševali, če morda želi ustanoviti kult. Takšni ideji je močno nasprotoval.
Glavne teme Herbertovih zgodb so:
- Problematika oblasti, posebej težnja ljudi po nepremišljenem sledenju karizmatičnim voditeljem. Močno se je posvetil tako pomankljivostim kot priložnostim birokracije in vlade.
- Ekologija in sistemska teorija, povezanost človeške družbe z naravnimi procesi. Poudarjal je potrebo po dolgoročnem, sistemskem načinu razmišljanja.
- Razmerje med religijo, politiko in močjo.
- Preživetje in razvoj človeške rase. Najočitnejša primera sta rasa Fremenov, Sardaukarji in ljudje s planeta Dosadi, ki jih je nevarno okolje spremenilo v nevarne nadljudi.
- Človekov potencial in njegove priložnosti.
- Narava duševnega zdravja in norosti. Zanimal se je za delo Thomasa Szasza in gibanje nasprotnikov psihiatrije. Pogosto se je spraševal, kaj je to »normalnost« (duševno zdravje) ter poudarjal, da sodba o tem, kdo je normalen in kdo ne, pogosto ni na mestu.
- Priložnosti in posledice uporabe snovi, ki povzročajo spremembe človekove zavesti, posebej »Začimba« v seriji Dune.
- Kako jezik oblikuje misel. Nanj je močno vplivala knjiga General Semantics (Splošna semantika) Alfreda Korzybskega.[9]
- Sociobiologija - kako človekovi instinkti nezavedno vplivajo na njegovo vedenje in celotno družbo.
- Učenje, poučevanje in razmišljanje.

Izogibal se je podajanju trdnih odgovorov na mnoga od teh vprašanj.

## Pomembnejša dela

### Znanstvenofantastični romani
- The Dragon in the Sea: november 1955 - januar 1956 v reviji Astounding; prva izdaja New York: Doubleday (1956). Drugi naslovi Under Pressure in 21st Century Sub.
- Peščeni planet (Dune): december 1963 - februar 1964 v reviji Analog (prvi del pod naslovom Dune World) in januar - maj 1965 (drugi in tretju del pod naslovom The Prophet of Dune). Prva izdaja Philadelphia: Chilton Books (1965).
- The Green Brain:  marec 1965 v reviji Amazing pod naslovom Greenslaves. Prva izdaja New York: Ace (1966).
- Destination: Void: avgust 1965 v reviji Galaxy pod naslovom Do I Wake or Dream? Prva izdaja New York: Berkeley (1966), dopolnjena 1978.
- The Eyes of Heisenberg: junij - avgust 1966 v reviji Galaxy pod naslovom Heisenberg's Eyes. Prva izdaja New York: Berkeley (1966).
- The Heaven Makers: april - junij 1967 v reviji Amazing. Prva izdaja New York: Avon (1968).
- The Santaroga Barrier: oktober 1967 - februar 1968 v reviji Amazing. Prva izdaja New York: Berkeley (1968).
- Mesija s peščenega planeta (Dune Messiah): julij - november 1969 v reviji Galaxy. Prva izdaja New York: G.P. Putnam's Sons (1970).
- Whipping Star: januar - april 1970 v reviji Worlds of If. Prva izdaja New York: G.P. Putnam's Sons, (1970).
- Soul Catcher: New York: G.P. Putnam's Sons (1972).
- The Godmakers: maj 1958 v reviji Astounding (prvi del You Take the High Road (Ti pojdi po visoki cesti))", februar 1959 v reviji Astounding (drugi del Missing Link (Manjkajoča povezava)), maj 1959 v reviji Astounding (tretji del Operation Haystack (Operacija Senena kopa)) in februar 1960 v reviji Fantastic (četrti del The Priests of Psi (Svečeniki Psija)). Prva izdaja New York: G.P. Putnam's Sons (1972).
- Hellstrom's Hive: november 1972 - marec 1973 v reviji Galaxy pod naslovom Project 40. Prva izdaja New York: Doubleday, 1973.
- Otroka Peščenega planeta (Children of Dune): januar - april 1976 v reviji Analog. Prva izdaja New York: G.P. Putnam's Sons (1976).
- The Dosadi Experiment: maj - avgust 1977 v reviji Galaxy. Prva izdaja New York: G.P. Putnam's Sons (1977).
- The Jesus Incident (z Billom Ransomom): februar 1979 v reviji Analog.
- Direct Descent: december 1954 v reviji Astounding. Prva izdaja New York: Ace Books (1980).
- Božanski imperator Peščenega planeta (God Emperor of Dune), New York: G.P. Putnam's Sons (1981).
- The White Plague: New York: G.P. Putnam's Sons (1982).
- The Lazarus Effect (skupaj z Billom Ransomom), New York: G.P. Putnam's Sons (1983).
- Heretics of Dune, New York: G.P. Putnam's Sons (1984).
- Chapterhouse: Dune, New York: G.P. Putnam's Sons (1985).
- Man of Two Worlds (z Brianom Herbertom), New York: G.P. Putnam's Sons (1986).
- The Ascension Factor (z Billom Ransomom), New York: G.P. Putnam's Sons (1988).

### Druge knjige
- New World or No World (urednik), New York: Ace Books (1970).
- Threshold: The Blue Angels Experience, New York: Ballantine (1973). Spremljava istoimenskega dokumentarnega filma o akrobatski letalski skupini Blue Angels.
- Without Me, You're Nothing (z Maxom Barnardom), New York: Pocket Books (1981).

### Ostalo
V letih dela za časopise in revije je Herbert napisal mnogo člankov in esejev, v glavnem na temo ekologije, znanosti in prihodnosti  človeštva. Poleg njih je avtor več kot štiridesetih kratkih znanstvenofantastičnih zgodb, ki so bile objavljene v revijah Astounding, Analog, Galaxy idr. Nekatere od njih so postale del njegovih romanov ali ene od zbirk njegovih kratkih zgodb. Izšlo je pet takih zbirk:
- The Worlds of Frank Herbert, New York: Ace (1971).
- The Book of Frank Herbert, New York: DAW Books (1973).
- The Best of Frank Herbert, London: Sidgwick & Jackson (1975); pri založbi Sphere izdana v dveh delih: The Best of Frank Herbert 1952 - 1964, London: Sphere (1976) in The Best of Frank Herbert 1965 - 1970, London: Sphere (1976).
- The Priests of Psi, Orion Publishing co. (1980).
- Eye, New York: Berkeley (1985) (posthumno).

## Status in vpliv
Kljub temu da je preostanek Herbertovega opusa razmeroma nepoznan, ima serija Dune status ene najglobljih in najbolj dodelanih znanstvenofantastičnih zgodb sploh. V reviji The Library Journal so zapisali, da je Dune za znanstveno fantastiko to, kar je Gospodar prstanov za fantazijo. Je ena od mejnikov »mehke« znanstvene fantastike - Herbert je pozornost namenoma preusmeril od prihodnosti človekove tehnologije k prihodnosti človeštva samega. Zaradi tega predstavlja tudi korak k bolj »literarni« znanstveni fantastiki. Pred Duneom in Heinleinovim Tujcem v tuji deželi je veljalo, da je vse, kar potrebuje znanstvenofantastična zgodba za uspeh, dobra tehnološka ideja, karakterizacija, ozadje ter zgodba pa so bili v ozadju. Dune je tudi prvi pomembnejši predstavnik »ekološke« znanstvene fantastike - z njo je Herbert močno prispeval k popularizaciji znanosti, posebej ekologije in nekaterih posameznih konceptov te znanstvene discipline.
Ostali Herbertovi romani niso dosegli takšne priljubljenosti. Skoraj vsi so se uvrstili med prodajne uspešnice New York Times-a, za nobenega razen Dune pa ni prejel nagrad Hugo ali Nebula.

### Filmske uprizoritve
Po romanu Dune je bil leta 1984 posnet istoimenski film režiserja Davida Lyncha, ki ni doživel pretiranega uspeha v ZDA, bil pa je priljubljen med občinstvom v Evropi in na Japonskem. Leta 2000 je televizijska hiša Sci Fi Channel posnela televizijsko miniserijo iz treh delov z istim naslovom. Po uspehu prve serije so leta 2003 posneli še naslednjo miniserijo iz treh delov, Children of Dune, ki je združila del zgodbe iz romanov Dune Messiah in Children of Dune. 

### Nadaljevanje serijeDune
V zadnjih letih sta Frankov sin Brian Herbert in pisatelj Kevin J. Anderson pričela pisati nove zgodbe v svetu Dune-a na podlagi zapiskov, ki jih je zapustil Frank Herbert. Do danes sta izdala dve trilogiji, ki opisujeta dogodke pred tistimi v izvirni seriji (Prelude to Dune in Legends of Dune), poleg njih pa še nadaljevanji, Hunters of Dune in Sandworms of Dune. Ti dve temeljita na materialu za sedmi del sage, ki ga je Frank Herbert zapustil ob svoji smrti. Nobena od njunih knjig ni dosegla podobnega priznanja kritikov in bralcev kot izvirni romani.